# 강릉 전투
강릉 전투(江陵戰鬪)는 한국 전쟁 발발 초기 이정일 대령이 이끄는 국군 제8사단이 육전대 및 비정규전부대로 증강된 북한군 제5사단의 수륙 양면에 걸친 협공을 당한 긴박한 상황 하에서 3일 동안이나 강릉을 지탱한 방어 전투이다.

## 배경
북한군이 설악산, 오대산, 태백산 줄기를 이른바 인민 유격대의 남파 통로로 이용하기 시작한 것은 1948년 11월부터였으며 1950년 6월 중순에는 기관총으로 무장시킨 유격대 60명을 오대산, 계방산으로 침투시켜 국군의 반응을 살피는 동시에 전투 병력의 분산을 유도하고 후방지역 교란을 꾀하였다.
그러나 이들 유격대는 아군의 조직적인 토벌작전으로 작전 개시 5일 만인 6월 20일에 55명이 사살되었고 이로 인하여 북한군은 소기의 목적을 달성하지는 못했지만 아군의 전투 병력을 분산시키는 목표는 달성하였던 것이다.
무장 유격대가 오대산 일대로 침투한 것과 거의 때를 같이하여 양양을 중심으로 한 38도 분계선 일대에 붉은 계급장을 단 수많은 병력이 나타나 공격대기 지점을 점령하기 시작했다. 그들은 다름 아닌 중공군 제164사단 출신 한인 1만 명을 기간으로 1949년 8월에 나남(羅南)에서 창설된 마상철(馬上喆) 소장이 이끄는 북한군 제5사단 병력이었다.
그밖에도 간성(杆成)에는 오진우(吳振宇) 총좌가 이끄는 유격부대인 제766부대와 육전대인 제549 부대가 아군의 후방지역에 상륙할 준비에 바쁜 시간을 보내고 있었다. 더욱이 양양 일대에서는 5월 초부터 감자나 호박을 말린 군용 식량과 마초(馬草)를 현물세 형식으로 거둬들여 상당한 양을 비축해 두기도 하였다.
이처럼 북한군이 마지막 남침 준비단계에 돌입한 6월 19일에는 38도 분계선 우단의 기사문리(基士門里) 해변을 따라 적 제5사단의 군사 1명이 귀순해 왔다. 18세 정도의 홍안 소년인 그 군사는 “지금 양양 일대에서 많은 인민군이 집결하여 공격 준비를 하고 있다”라고 진술하였다.
같은 날 서림리에서도 북한군의 군사 1명이 투항하여 똑같은 내용의 첩보를 제공함으로써 국군 장병들을 긴장시켰으나, 상급부대에서는 아무런 대책도 강구하지 않았다.

## 전투 과정

### 북한군의 수륙 양면작전

#### 38도 분계선상의 교전상황
영동 일대에서는 6월 24일 낮부터 단비가 내리다가 밤에는 부슬비로 변해 온누리를 촉촉이 적셔주고 있었다. 강릉에서는 6월 25일 04:00부터 북한군 제15사단의 공격 준비 사격이 시작되었다. 그보다 앞서 강릉군 강동면 정동진리 등 명동 해안으로 상륙한 적 육전대의 선발대가 해두보(sea head)를 확보하고 후속부대가 속속 상륙하고 있었다.
북한군 제5사단은 주공을 7번 도로 축선에 투입하여 주문진으로 진격을 개시하였으며, 조공은 양야~서림리, 남양리(南洋里)~원일전리(元日田里)의 계곡 접근로를 따라 남하하기 시작하였다.
소대 및 분대 단위로 경계 진지를 구축하여 38도 분계선을 경계하던 국군 전방부대 5개 중대는 전에 겪어보지 못한 엄청난 적의 포병화력에 압도당하여 순식간에 수라장이 되었으며, 제대로 전투력을 발휘할 수 없는 상태에서 분계선 남쪽에 준비된 저지진지로 철수하게 되었다.
그러나 전방대대의 예비 중대가 저지진지에서 전투태세를 갖추기도 전에 북한군의 포화가 국군 진지에 집중되었고 압도적인 적의 공격에 밀린 국군은 철수를 거듭하고 있었다.
이리하여 7번 도로 축선 일대에 배치되었던 조원영(趙原英) 소령이 이끄는 제10연대 2대대는 화상천(和尙川)의 저지진지 마저 포기하고 주문진(注文津)으로 물러서게 되었고, 좌전방 서림리 일대의 박치옥(朴致玉) 소령이 이끄는 제1대대는 구룡령(九龍嶺) 일대에서 축차적인 지연전을 전개하면서 광원리(廣院里) 부근으로 철수하였다.

#### 북한군의 상륙작전
6월 25일 해가 뜨기 약 1시간 전인 이른 새벽 강릉 남쪽 정동진리의 해변마을인 등명동에 갑자기 수많은 북한군이 나타나 마을주민들을 강제 동원하여 마을 옆 해안에 접안한 수송선에서 하역한 탄약과 보급품을 뒷산으로 운반시켰다.
그런데 뒷산 중턱에는 북한군이 이미 개인호를 파놓고 경계 태세를 취하고 있었다. 그때가 6월 25일 04:00를 전후한 시간이었고 따라서 북한군의 선발대가 상륙한 시간은 그보다 1시간 전이었을 것으로 짐작 되었다.

그렇게 하여 해두보를 확보한 적의 육전대는 발동선과 범선으로 주력부대를 상륙시켰고 등명동 남쪽 10킬로미터 지점인 옥계면(玉溪面) 도직리(道直里)에 일단의 선박이 접안을 시도하였으나 수심관계로 실패하고 겨우 3명만 상륙시킨 후 등명동으로 북상하여 본대 선단과 합류하였다.
또한 이날 07:00경에는 북한군의 제766부대가 삼척 남쪽의 임원진리에 상륙하여 태백산맥으로 침투하였다. 등명동 해안에 상륙을 완료한 적의 1개 연대 규모는 산성우리(山城隅里)에 있던 대한 흑연무연탄 주식회사 강릉광업소를 급습하여 숙직중이던 경리과장이자 대한청년단 강릉군단 총무부장이던 심경섭(沈景燮) 이하 4명의 직원을 납치하고 밤재에 1개 대대를 배치한 후 주력은 강릉을 향하여 북상하기 시작하였다.
밤재에 배치되어 7번 도로를 차단하고 있던 북한군의 1개 대대는 옥계를 향해 남하하던 중, 때 마침 그 부근까지 진출한 국군 제21연대 1중대와 경찰 및 옥계면 대한청년단으로부터 기습을 받고 격퇴되었다.
이때 북한군의 대대장은 패전의 분풀이로 정동진리 해안초소에 포박한 경찰관 1명을 사살하려다가 실패하자, 심경섭 경리과장을 반동분자라 하여 현장에서 학살한 후 국군 제21연대가 삼척에서 강릉으로 이동할 것으로 판단한 듯 차단진지 구축에 착수하였다.

#### 사단장의 지휘조치
강릉에 사령부를 둔 국군 제8사단이 비상을 발령한 시간은 05:30였다. 그 얼마 후부터 38도 분계선의 전황이 보다 소상하게 보고되었으며 곧이어 강릉 경찰서장의 북한군의 상륙상황과 그들의 주력이 강릉을 목표로 북상중이라는 상황 보고가 있었다.
제8사단은 지체없이 작전회의를 소집하여 제 21연대의 강릉 이동과 연곡천(連谷川)~사천(沙川)선에서 적을 저지 격멸하여 강릉을 사수할 것이며, 사단 공병대로 예비대를 편성하는 동시에 육군 본부에 1개 연대의 증원을 긴급요청토록 조치하였다.
전면전에 대비한 제8사단의 작전개념은 38도 분계선을 경계 진지로 하고 화상천 일대의 횡격실능선을 전진진지로, 연곡천~광원리를 주저항선으로 하며 사천과 운두령(雲頭嶺)을 예비 진지로 하여 축차적으로 지연전을 펼치다가 주저항선에서 적을 저지 격멸하고 공세로 전환한다는 것이었다.
그 후 육군 본부로부터 “적의 전면 남침이 개시되었으니 사단장의 재량권에 따라 최선을 다할 것이며 1개 연대의 증원은 불가능하다”는 통보를 받은 직후 모든 통신이 두절되었다.
사단장은 이때서야 비로소 북한군의 전면 남침이 개시된 사실을 알게 되었다. 그는 필시 이 전쟁이 장기화 될 것이라고 판단하고 다음과 같은 대책을 강구하여 즉시 실천에 옮기도록 엄명하였다.
| 제8사단의 지휘조치 |
| 1. 모든 군수품은 대관령 너머 진부리(珍富里)로 소산시킨다. 2. 6월 25일 10시를 기하여 작전지역 내에 계엄령을 선포한다. 3. 군경가족과 공공기관을 후방으로 피난 및 소개 시킨다. 4. 민간 차량을 징발하여 기동력을 확보한다. 제8사단장 대령 이정일 --> 제8사단장 대령 이성가 |

이에 따라 제8사단은 장병가족에게 6개월분의 봉급과 식량을 지급하고 계엄업무를 담당할 민사부장을 임명하는 동시에 강릉 일대의 주민을 피난시킬 계획까지 준비하게 되었다. 이를 위해 강릉 학도호국단 산하 1400여 명의 학생이 자발적으로 참여하며 탄약 및 보급품의 운반과 환자 구호와 연락업무를 수행하였는데 이것이 학도병 참전의 효시가 되었다. 그리하여 6월 25일 오후에는 장기전에 대비한 군수품의 차량 적재작업이 완료되어 언제든지 이동할 수 있는 태세가 갖추어졌다.
한편 고근홍(高根弘) 중령이 이끄는 제10연대는 북한군이 등명동에 상륙한 상황에 대처하기 위해 57mm 대전차포중대와 제4중대를 안목(安木)~안인진(安仁津) 일대로 급파하였다.
그 무렵에는 적의 상륙선단의 일부가 해안선을 따라 남하하고 있었으며, 그 일부는 안인진 해변에 접안을 시도하고 있었다. 바로 그때 안인진에 도착한 대전차포중대가 적의 선단에 맹렬한 포격을 집중하여 격퇴시켰다.
또한 제4중대는 등명동~강릉간의 방어에 유리한 대포동(大浦洞)에 방어진지를 급편하여 때마침 북상 중이던 북한군의 1개 중대 규모의 군사들을 격멸함으로써 위급한 국면을 타개하였다.

#### 군선강 방어선의 형성과 제21연대의 증원
안인진, 대포동의 교전상황을 보고받은 제8사단장은 남쪽에서 협공하는 북한군에 대비하는 것이 선결문제라는 결론을 짓고 강릉 남쪽 12km 지점의 군선강에 방어진지를 급편하기로 결심하였다.
그러나 그 시점에 있어서는 38도 분계선이 붕괴되어 전방부대들이 철수를 거듭하고 있었기 때문에 제 10연대의 예비인 제 3대대의 전방증원이 시급한 형편이어서, 어느 부대를 군선강에 투입할 것인가를 결정하기 어려운 실정이었다. 더구나 무장공비토벌을 위 해 계방산, 오대산, 대관령 일대에 투입한 부대와 삼척에 있던 제21연대가 강릉까지 이동할 수 있을지 조차 불확실한 상황이었다.
이때 사단장이 가용한 부대는 사단 공병대대밖에 없었고 이처럼 어려운 고비에서 사단장은 제10연대장에게 제21연대가 증원될 때까지 군선강 방어임무를 수행하도록 명령하고 제18야전포병대대 3중대를 동 연대에 배속하는 한편, 공병대대를 연곡천 주저항선에 배치하고 사단 전술 지휘소를 사천국민학교에 설치하였다. 이에 따라 제10연대장은 하병래(河炳來) 소령이 이끄는 제3대대를 군선강에 투입하여 방어진지를 급편하였다.
삼척의 김용배 중령이 이끄는 제21연대장은 강릉으로 이동하기에 앞서 지역 내의 민간차량을 징발하여 기동력을 확보하고 북평에 주둔하고 있던 제1대대로 하여금 옥계 일대의 적정을 수집하게 한 결과, 적이 밤재에 차단진지를 구축한 상황을 확인하게 되었다.
연대장은 강릉 일대의 상황이 위급함을 감안하여 최단거리이며 차량 및 도보이동이 용인한 7번 도로를 따라 이동할 것인지 아니면 부평~백봉령(白峰嶺)~삽당령(揷塘嶺)~구산리(邱山里)로 우회할 것인지를 심사숙고한 끝에 우회이동 한다는 단안을 내렸다.
이리하여 제 21연대는 2개 행군제대를 편성하고, 연대의 주력은 6월 25일 19:00에 삼척을 떠나 6월 26일 10:30경 강릉에 도착하자 곧 군선강방어진지를 인수하였다. 그리고 이창률(李昌律) 소령이 이끄는 제3대대는 장성과 임계리에 배치한 2개 중대를 삼척으로 집결시킨 후에 행군하게 되었다.

### 주저항선의 공방전

#### 주저항선의 사전 확보
김묵(金默) 소령이 이끄는 사단 공병대대는 예하 3개 중대로 전투편성을 마치고 제10연대에 배속되어 연곡천 주저항선 진지를 점령함으로써 공병이 보병전투를 수행하는 첫 번째 기록을 세웠다. 이와 때를 같이하여 제18야전포병대대 1중대는 주저항선 후방의 석교리(石橋里)에, 2중대는 사천 초등학교에 포진하였다.
주저항선을 사전에 확보한 국군은 전방대대인 제10연대 2대대의 철수를 효과적으로 엄호할 수 있었으며, 6월 26일 오전에는 제21연대가 증원됨에 따라 연곡천의 방어배치를 재조정하고 반격의 기회를 노리게 되었다.
| 연곡천 방어선의 부대배치 상황 (6월 26일) |
| 좌전방부대: 공병대대(3개 중대) 중앙전방부대: 제10연대 제3대대 ※제3대대장 지휘 하에 4개 중대(제1중대, 제2중대, 제4중대, 제12중대)를 7번 도로 좌우측에 배치 우전방부대: 제10연대 제2대대 화력지원부대: 제18야전포병대대(2개 중대), 57mm 대전차포 2개 중대(제 21연대 대전차포 1개 중대 배속) |

제10연대가 주저항선에서 방어진지를 재편성하고 있을 때 사천면 대한청년단은 사명감이 투철한 대원 40명을 선발하여 적정수집을 자원하고 나섰으며, 면 부인회와 청년단은 야전 취사장을 설치하여 군경에게 주먹밥을 공급함으로써 군작전에 크게 이바지하였다.

#### 주문진 탈환 기도와 북한군의 선제공격
제8사단의 주방어지대는 연곡천~송림리(松林里)간 4km의 방어 정면과 그 남쪽으로 사천까지 3킬로미터 정도의 방어종심을 가진 지역에 형성되어 있었다.
연곡천은 강폭이 200 ~ 250m 정도이지만 수심이 깊어 교동(校洞)과 송림리의 여울 외에는 도섭이 불가능하였다. 또한 7번 도로와 연곡천이 만나는 지점에는 목교가 가설되어 있었으나 자주포를 포함한 중장비는 통과할 수 없었다. 국군은 이 목교를 파괴하지 않고 그 부근에 살상지대를 설정하여 적을 유인하여 격멸하려고 하였다.
북한군은 6월 26일 이른 새벽 공병 대대 제3중대 정면에서 강습 도하를 시도한 것을 계기로 산발적인 교전이 있었으나 대대적인 공격은 없었다.
제10연대는 그 기회를 이용하여 제2대대로 하여금 주저항선 전방의 감제고지인 천마봉(天馬峰)을 공격 탈취하게 하여 주문진을 공격하기 위한 발판을 확보하고 곧이어 사단에서는 주문진 공격명령을 하달하였다. 그런데 그 무렵에는 북한군 또한 공격준비를 완료하고 공격개시만을 기다리고 있었으나 국군은 그와 같은 적정을 전혀 탐지하지 못하고 있었다.
다음날 6월 27일 새벽 04:00, 즉 국군의 공격 개시 시간보다 1시간 전에 북한군의 공격 준비 사격이 개시되어 천마봉과 주저항선을 강타하였는데 이때 북한군의 화력의 강도는 국군 장병들의 상상을 초월한 맹렬한 포격이었다.
그러한 와중에서 천마봉의 제2대대는 북한군이 공격을 개시한 후 얼마 후에 저항을 포기하고 연대에 보고도 하지 않은 채 임의로 철수하고 말았고 이로 인해 천마봉에 국군이 배치되어 있다고 믿고 있던 주저항선의 부대들은 어둠 속에서 측방으로 접근하는 북한군을 제2대대 병력으로 오인하였으며, 마침내 방어진지의 일각이 무너지고 연쇄적으로 방어진지가 붕괴되어 혼전이 벌어졌다.
이 급박한 때에 제21연대의 후발대인 제3대대가 군가를 부르면서 강릉에 도착하자 타개책 모색에 골몰하던 국군은 즉시 제3대대를 사천선에 투입하여 분산 철수하는 병력을 수습하고 북한군을 사천선에서 저지함으로써 최고조에 달한 위기를 극복할 수 있었다.
우연의 일치라는 말이 있듯이 제21연대 제3대대의 적시적인 증원과 전선투입은 절망의 늪에 빠진 제8사단에 다시 생기를 불어 넣는 활력소가 되었다.

## 결과 및 영향
북한군의 기습 남침과 강릉 전투로 제8사단은 강릉에서 철수하여 원주를 목표로 철수하였으나, 원주를 빼앗기는 것이 시간문제라는 판단에 제천을 목표로 하여 평창으로 철수로를 변경하였다.
평창을 거쳐 제천에 집결한 8사단은 잘못된 정보로 인해 열차편으로 대구로 이동, 다시 전선으로 복귀하는 혼란을 겪으면서 북한군의 남침 속도를 가속시키는 결과를 가져오게 되었다.